# Микашевичи
Микашевичи (на беларуски: Мікашэвічы; на руски: Микашевичи) е град в Беларус, разположен в Лунинецки район, Брестка област. Населението на града е 12 665 души (по приблизителна оценка от 1 януари 2018 г.).

## История
За пръв път селището е упоменато през 1785 година, през 2005 година получава статут на град.